# Вірджинія-Біч
Вірджинія-Біч (англ. Virginia Beach — «пляж Вірджинії») — незалежне місто в США,  в штаті Вірджинія, найбільше місто штату. Населення — 459 470 осіб (2020).
Розташоване на березі Атлантичного океану у гирла Чесапікської затоки. Великий морський кліматичний курорт з сотнями готелів, мотелів та ресторанів уздовж узбережжя. Вірджинія-Біч — частина конурбації Гемптон-Роудс із центром у місті Норфолк. Населення 437 994 осіб (2010 рік). Площа 643,1 км².
В конурбації з міст Норфолк, Вірджинія-Біч, Ньюпорт-Ньюс, Чесапік, Гемптон, Портсмут і Саффолк, що називають 7-ма містами Гемптон-Роудс, нараховується 1 674 498 мешканців (2009 рік).
У місті щорічно влаштовується чемпіонат східного узбережжя з серфінгу та Північноамериканський чемпіонат з футболу на піску. У місті декілька державних парків, тривало-охоронних пляжів, три військових бази, численні штаб-квартири великих корпорацій.
У місті два університети: Регентський університет (християнський університет, який заснував телеєвангеліст Пет Робертс із клубу 700) й Атлантичний університет (окультної організації Нью-Ейдж).
На мисі Кейп-Генрі, де зустрічаються Чесапікська затока та Атлантичний океан, — місце, де 26 квітня 1607 року на американський берег уперше вийшли англійські колоністи, котрі згодом оселилися в Джеймстауні.
У місті також знаходиться найдовший у світі Чесапікський мостово-тунельний комплекс.

## Географія
Вірджинія-Біч розташована за координатами 36°46′46″ пн. ш. 76°1′26″ зх. д. / 36.77944° пн. ш. 76.02389° зх. д. ( 36.779322, -76.024020).  За даними Бюро перепису населення США в 2010 році місто мало площу 1288,10 км², з яких 644,95 км² — суходіл та 643,15 км² — водойми.

### Клімат
Середня температура липня +26 °C, й січня — +4 °C.
Опади — 1100 мм, що майже рівномірно випадають цілий рік.

## Демографія
Згідно з переписом 2010 року, у місті мешкали 437 994 особи в 165 089 домогосподарствах у складі 113 999 родин. Густота населення становила 340 осіб/км².  Було 177879 помешкань (138/км²). 
Расовий склад населення:
| - 67,7 % — білих - 19,6 % — чорних або афроамериканців - 6,1 % — азіатів - 0,4 % — корінних американців - 0,2 % — вихідців з тихоокеанських островів - 2,0 % — осіб інших рас |

До двох чи більше рас належало 4,0 %. Іспаномовні складали 6,6 % від усіх жителів.
За віковим діапазоном населення розподілялося таким чином: 24,0 % — особи молодші 18 років, 65,4 % — особи у віці 18—64 років, 10,6 % — особи у віці 65 років та старші. Медіана віку мешканця становила 34,9 року. На 100 осіб жіночої статі у місті припадало 95,9 чоловіків;  на 100 жінок у віці від 18 років та старших — 93,4 чоловіків також старших 18 років.
Середній дохід на одне домашнє господарство  становив 83 834 долари США (медіана — 66 634), а середній дохід на одну сім'ю — 94 215 доларів (медіана — 77 614). Медіана доходів становила 50 298 доларів для чоловіків та 39 496 доларів для жінок. За межею бідності перебувало 8,3 % осіб, у тому числі 12,4 % дітей у віці до 18 років та 5,2 % осіб у віці 65 років та старших.
Цивільне працевлаштоване населення становило 214 968 осіб. Основні галузі зайнятості: освіта, охорона здоров'я та соціальна допомога — 21,9 %, науковці, спеціалісти, менеджери — 11,9 %, роздрібна торгівля — 11,8 %.

## Галерея

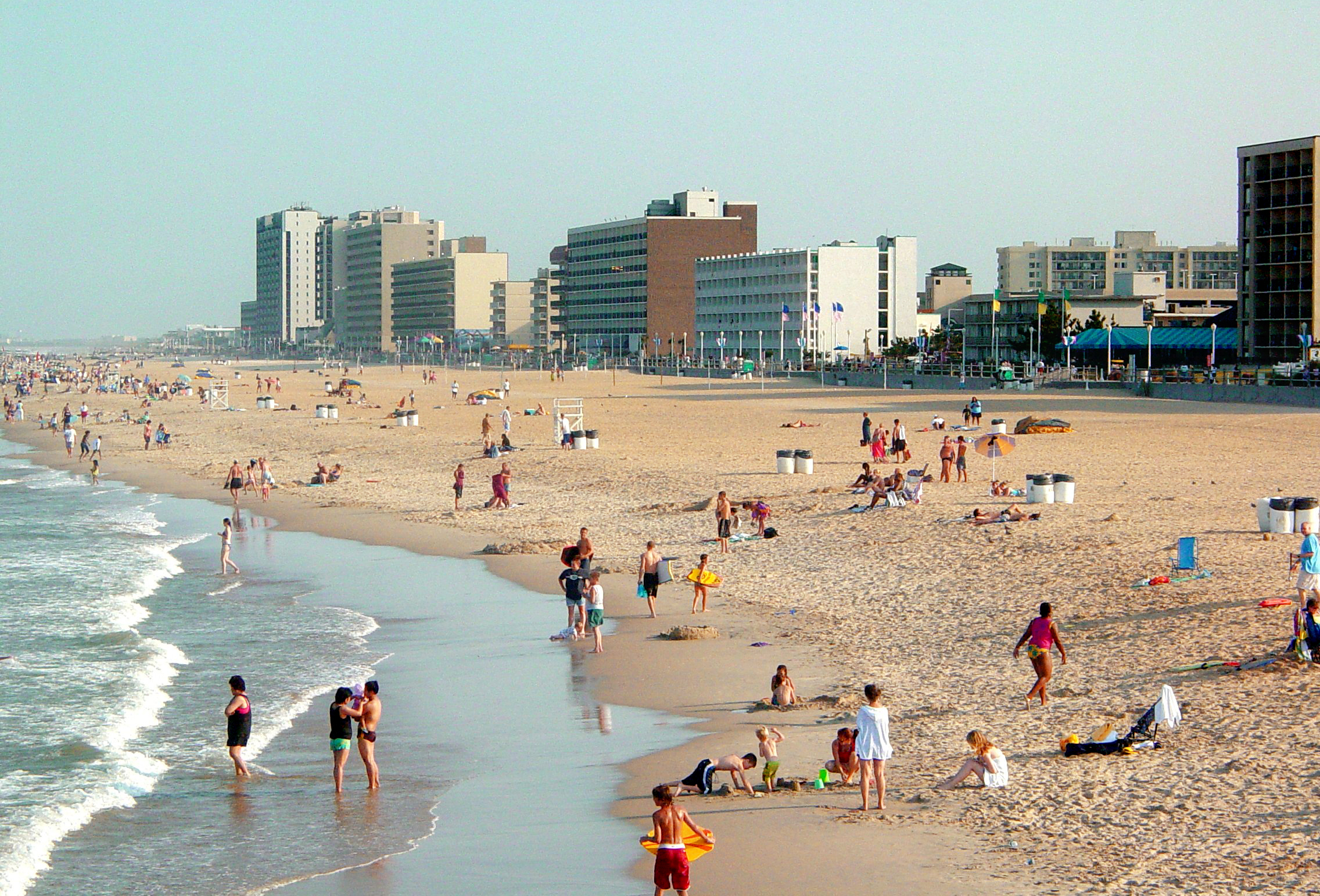
Міський пляж
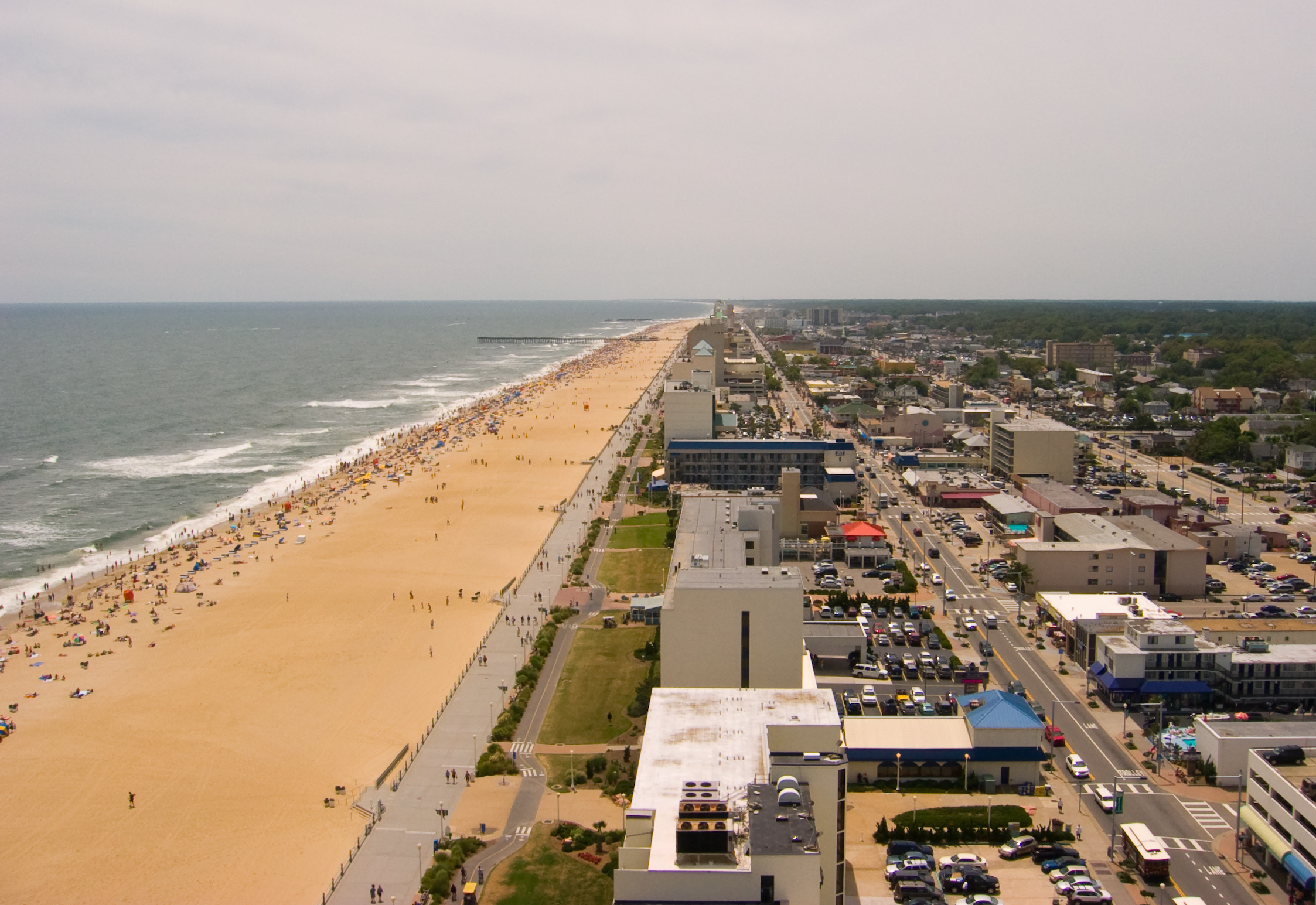